# Bamingui-Bangoran
Bamingui-Bangoran is een van de veertien prefecturen van de Centraal-Afrikaanse Republiek. Het heeft en oppervlakte van 58.200 km² en heeft 43.229 inwoners (2003). De hoofdstad is Ndélé.
Een groot deel van de prefectuur bestaat uit het Nationaal Park Bamingui-Bangoran dat 11.191 km² beslaat en werd opgericht in 1993.
Bamingui-Bangoran · Basse-Kotto · Haute-Kotto · Haut-Mbomou · Kémo · Lobaye · Mambéré-Kadéï · Mbomou · Nana-Mambéré · Ombella-M'Poko · Ouaka · Ouham · Ouham-Pendé · Vakaga